# Crotalus basiliscus
Il crotalus basiliscus è una specie di serpente velenosa trovata nel Messico occidentale. Il suo nome deriva dalla parola re e allude al Basilisco, serpente di grandi dimensioni e dal potente veleno. Attualmente non sono state riconosciute sottospecie.

## Descrizione
È uno dei più grandi serpenti a sonagli. Esemplari superiori a 150 cm non sono infrequenti, ma la dimensione massima segnalata è 204.5 cm (Klauber, 1972). Il corpo piuttosto rettangolare in sezione trasversale. Il colore varia da terra marrone o grigiastra a colori sovrapposti con 26-41 macchie scure a forma di rombo. Non c'è nessun motivo distinto sulle aree della corona o del collo. La coda può essere grigia, con bande scure o quasi uniforme senza marcature distinte. Il ventre è bianco o crema. I giovani sono prevalentemente rossi, ma gli adulti di un verde oliva. All'interno del suo areale, questo è il solo serpente a sonagli che ha marcature dorsali a forma di rombo.
Questa specie si trova spesso negli stessi luoghi in cui si trova il Crotalus molossus e in questi luoghi, i due sembrano accoppiarsi liberamente. Mentre queste due specie sono facilmente riconoscibili, identificare gli esemplari ibridi è problematico.
Si nutre di roditori e altri piccoli mammiferi, uccelli, pesci, anfibi e altri rettili.

## Distribuzione geografica
Si trova in Messico occidentale.

## Habitat
Intorno Colima sono particolarmente abbondanti. L'habitat di c. basiliscus è prevalentemente tropicale.

## Stato di conservazione
Questa specie è classificata come a rischio minimo (LC) sull'IUCN lista rossa delle specie minacciate. La popolazione sta calando. L'anno in cui è stato valutato è il 2007.

## Comportamento
Nelle pianure, questi serpenti sono attivi principalmente durante i mesi estivi e la maggior parte si trova attraversando le strade di notte. Tuttavia, alcuni sono stati visti crogiolarsi nelle prime ore del mattino.

## Veleno
Questa specie è conosciuta per la produzione di grandi quantità di veleno altamente tossico e i grandi esemplari sono considerati molto pericolosi.